# أبخ
أُبُخ هي مدينة صغيرة تقع في إقليم أبخ شمال جمهورية جيبوتي، تحديدا على الساحل الشمالي لخليج تاجرة الذي يؤدي بنفسه إلى خليج عدن وكان يقطنها 8300 ساكنًا سنة 2003.

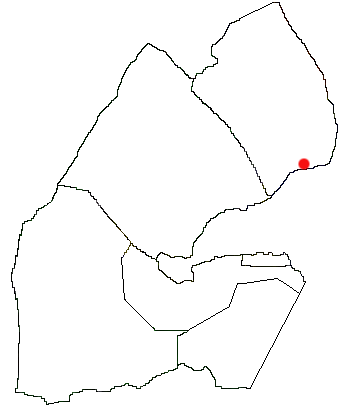
موقع مدينة أويوك

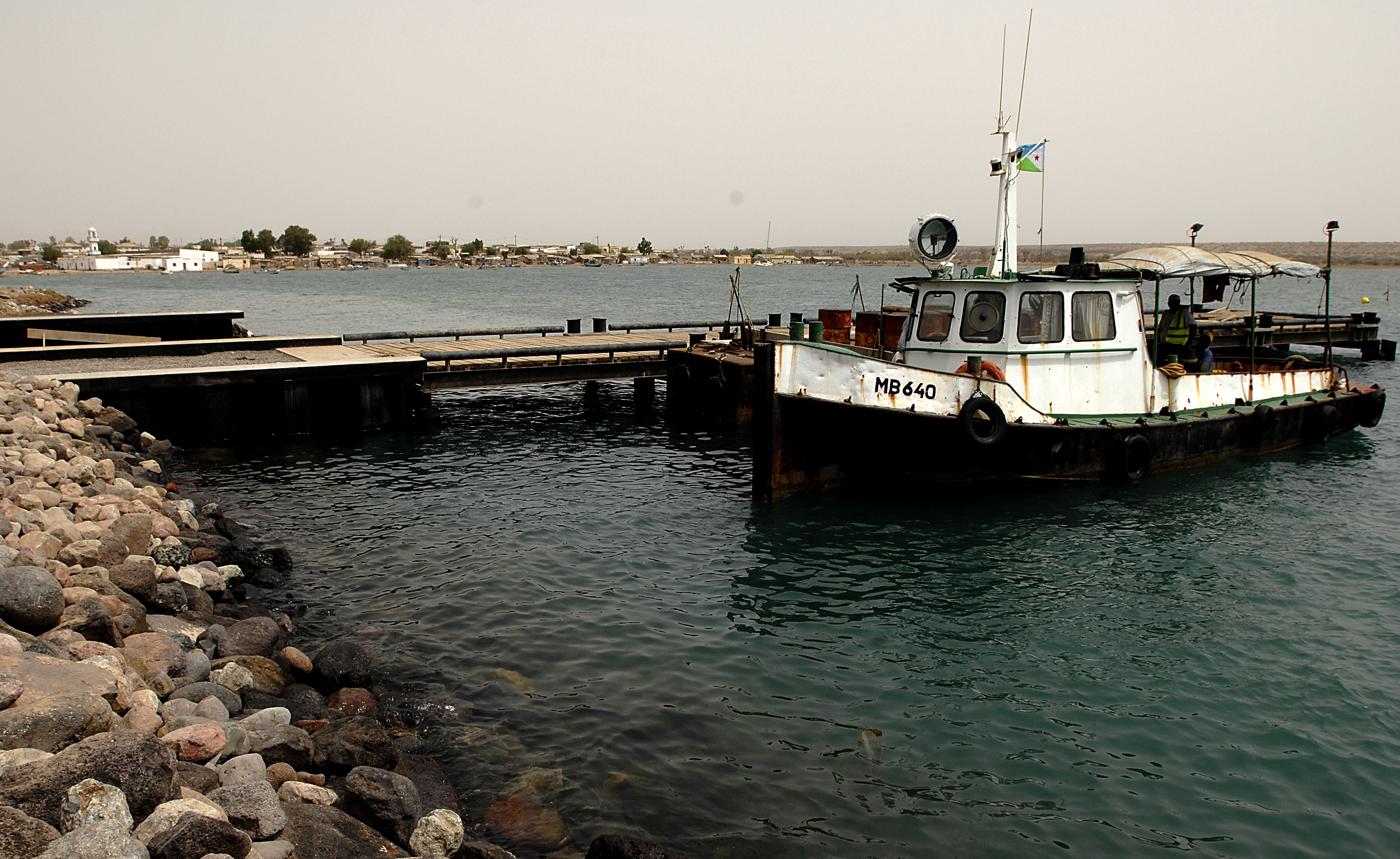
زورق سحب في مرسى «أبخ»

## أعلام
- عبد الله محمد كامل